# Johan Harstad
Johan Harstad, född 10 februari 1979 i Stavanger, är en norsk författare bosatt i Oslo.
Harstad debuterade 2001 med Herfra blir du bare eldre, en samling prosatexter, och kom 2002 ut med novellsamlingen Ambulanse. Hans första roman, Buzz Aldrin, hvor ble det av deg i alt mylderet? utgavs 2005 och har även utgivits i Sverige, Danmark, Finland, Nederländerna, Tyskland, Färöarna, Italien, Ryssland och Frankrike. Han har tidigare haft texter med i Gyldendals debutantantologi Postboks 6860. När Harstad inte skriver, ägnar han sig bland annat åt grafisk design.
Han har också skrivit två teaterstycken, monodramat Grader av hvitt (beställningsverk från musikern Nils Henrik Asheim och Stavanger symfoniorkester) som hade premiär i januari 2007 och enaktaren Washingtin (beställningsverk för Trøndelag Teater) som hade urpremiär i februari 2007.
Romanen Hässelby utgavs 12 oktober 2007. Denna roman handlar om den vuxna Alfons Åberg (på norska, Albert Åberg). Boken följer Åberg från slutet av tonåren tills han gott och väl är 40 och jobbar som lagerchef på Clas Ohlson. 
Johan Harstad driver också företaget LACKTR. Genom LACKTR producerar han grafik, ljud, film, foto, t-tröjor och text som inte ges ut via Gyldendal Norsk forlag. LACKTR stod bland annat bakom cd-utgåvan Bring Out Your Life Vests 2005, som följde med de 1000 första exemplaren av romanen Buzz Aldrin, hvor ble det av deg i alt mylderet?, samt text/ljudprojektet PradaDADA som består av Harstad, John Erik Riley, Bjørn Erik Haugen och Lasse Marhaug. De gjorde sin första konsert under kammermusikkfestivalen i Trondheim 2005. 
Då Ingar Sletten Kolloen fick mottaga Det norska läsarpriset 2004, valde han ut Harstad som sin lovande författare, och Harstad mottog därmed sin del av priset.

## Priser och utmärkelser
- 2004 – Det norska läsarpriset
- 2007 – Ungdomens kritikerpris för Hässelby
- 2008 – Bragepriset för Darlah – 172 timer på månen
- 2014 – Ibsenprisen för Osv.